# Arabischer Kalter Krieg
Der Arabische Kalte Krieg (arabisch الحرب العربية الباردة al-ḥarb al-ʿarabiyya al-bārida; englisch: Arab Cold War) war eine politische Rivalität in der arabischen Welt von den frühen 1950er bis zu den späten 1970er Jahren, die Teil des umfassenderen Kalten Krieges war. Als Beginn des Arabischen Kalten Krieges gilt die ägyptische Revolution von 1952, die schließlich dazu führte, dass Gamal Abdel Nasser 1956 Präsident von Ägypten wurde. In der Folgezeit traten die neu gegründeten arabischen Republiken, die sich durch einen revolutionären säkularen Nationalismus (Nasserismus) auszeichneten und von Nassers Ägypten inspiriert waren, in politische Rivalität mit den konservativen, traditionalistischen arabischen Monarchien, allen voran Saudi-Arabien. Die iranische Revolution von 1979 wird allgemein als das Ende dieser Periode interner Konflikte und Rivalitäten angesehen. Ayatollah Ruhollah Chomeini wurde Führer der theokratischen Regierung des Irans. Es folgte eine neue Ära arabisch-iranischer bzw. sunnitisch-schiitischer Spannungen, die die innerarabischen Auseinandersetzungen überschattete und dessen Folgen bis ins 21. Jahrhundert andauern. In den meisten Ländern der arabischen Welt wurden letztlich die konservativen und religiösen Kräfte gestärkt, auch da die Golfstaaten den Islamismus gezielt als Gegenprogramm zum arabischen Sozialismus förderten.

## Spaltlinie

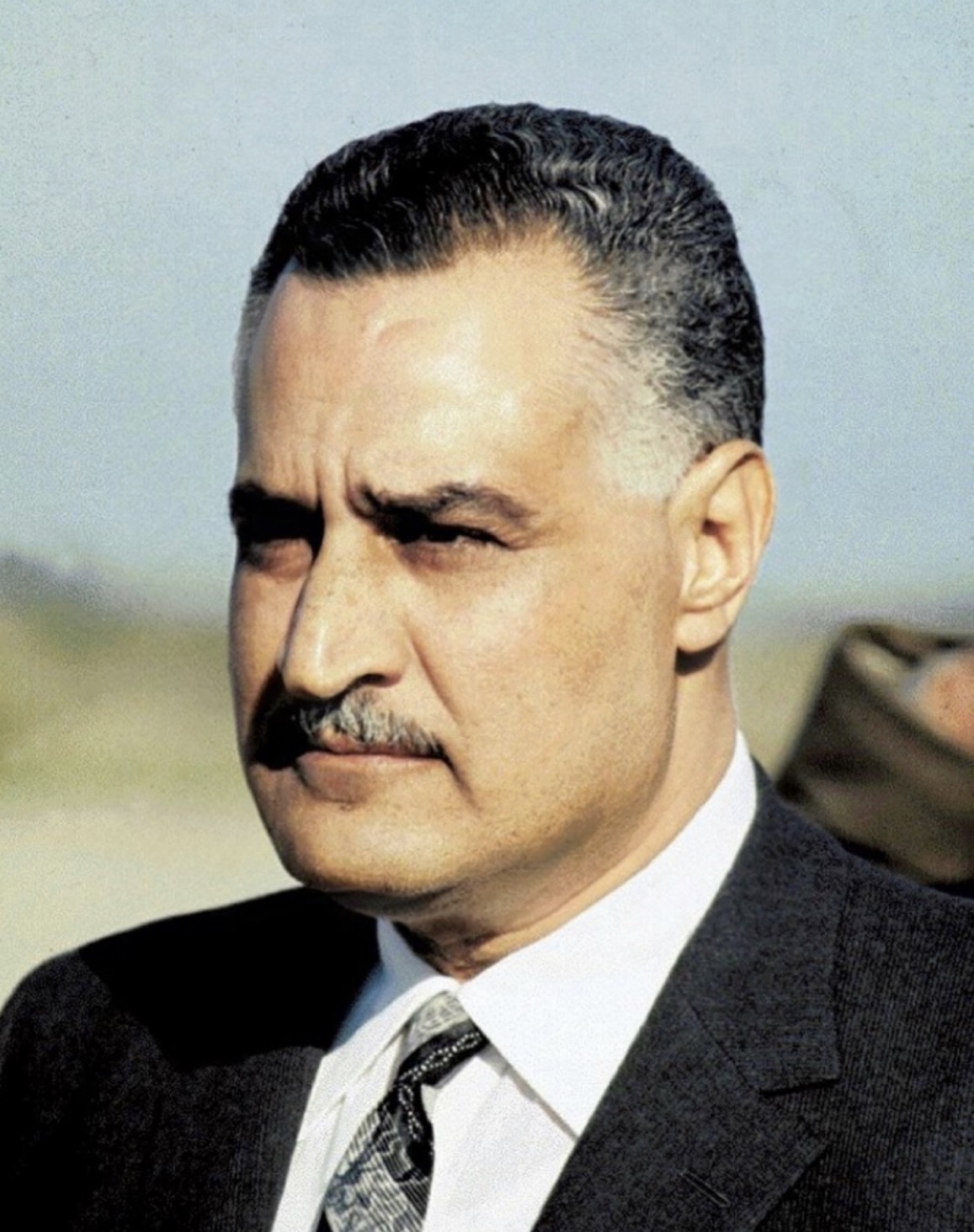
Gamal Abdel Nasser (1969)

Nasser vertrat einen säkularen panarabischen Nationalismus und Sozialismus als Antwort auf die vermeintliche Mitschuld der arabischen Monarchien an der Einmischung des Westens in die arabische Welt sowie auf ihren Rentierismus und Islamismus. Später setzte sich Nasser für die palästinensische Sache ein, wenn auch im Rahmen des Panarabismus. Nach dem diplomatischen Sieg Ägyptens in der Suez-Krise von 1956, die in der arabischen Welt als Dreiparteien-Aggression bekannt ist, gewannen Nasser und die mit ihm verbundene Ideologie schnell Unterstützung in anderen arabischen Ländern, vom Irak im Osten bis zum französisch besetzten Algerien im Westen. In mehreren arabischen Ländern, darunter Irak, Nordjemen und Libyen, wurden konservative monarchische Regime gestürzt und durch revolutionäre republikanische Regierungen ersetzt. In den noch von Kolonialmächten wie Frankreich und Großbritannien besetzten arabischen Ländern wie Algerien und Südjemen kam es zu nationalistischen Aufständen mit dem Ziel der nationalen Befreiung. Zur gleichen Zeit bildete Syrien, das bereits stark arabisch-nationalistisch geprägt war, eine kurzlebige föderale Union mit Ägypten, die Vereinigte Arabische Republik. Es wurden noch mehrere andere Versuche unternommen, die arabischen Staaten in verschiedenen Konstellationen zu vereinen, aber alle scheiterten letztendlich.
Als Reaktion schlossen sich die Monarchien von Saudi-Arabien, Jordanien und Marokko sowie die anderen Golfstaaten zu einer Allianz zusammen, um dem ägyptischen Einfluss direkt oder indirekt entgegenzuwirken. Saudi-Arabien und Jordanien, die zuvor wegen der konkurrierenden Ansprüche ihrer jeweiligen Dynastien rivalisierten, arbeiteten eng zusammen, um die royalistische Fraktion im nordjemenitischen Bürgerkrieg zu unterstützen. Der Konflikt war ein Stellvertreterkrieg zwischen Ägypten und Saudi-Arabien nach der Gründung der nasseristischen Jemenitischen Arabische Republik im Jahr 1962.
Der Begriff „Arabischer Kalter Krieg“ wurde erstmals von Malcolm H. Kerr, einem amerikanischen Politikwissenschaftler und Nahostforscher, in seinem gleichnamigen Buch The Arab Cold War aus dem Jahr 1965 und in späteren Schriften verwendet. Trotz seines Namens war der Arabische Kalte Krieg kein Konflikt zwischen kapitalistischen und kommunistischen Wirtschaftssystemen. Tatsächlich lehnten alle arabischen Regierungen, mit Ausnahme der marxistischen Regierung von Südjemen, den Kommunismus ausdrücklich ab und verboten die Aktivitäten kommunistischer Aktivisten auf ihrem Staatsgebiet. Außerdem strebten die arabischen Staaten weder eine Mitgliedschaft in der NATO noch im Warschauer Pakt an, da die große Mehrheit von ihnen der Bewegung der Blockfreien Staaten angehörte.
Der Arabische Kalte Krieg war mit der globalen Konfrontation zwischen den Vereinigten Staaten und der Sowjetunion verbunden, da die Vereinigten Staaten die konservativen Monarchien unter der Führung Saudi-Arabiens unterstützten, während die Sowjetunion die ägyptisch geführten Republiken unterstützte, die dem arabischen Sozialismus anhingen. Dies geschah, obwohl die Republiken die internen arabischen kommunistischen Bewegungen unterdrückten. Die arabische revolutionäre nationalistische republikanische Bewegung unterstützte antiamerikanische, antiwestliche, antiimperialistische und antikoloniale revolutionäre Bewegungen außerhalb der arabischen Welt, wie die kubanische Revolution. Im Gegensatz dazu unterstützte die arabische monarchistische Bewegung konservative Regierungen in mehrheitlich muslimischen Ländern wie Pakistan und banden sich außenpolitisch eng an den Westen an.

## Ablauf

### Hintergrund
In dieser Zeit unterschieden sich die arabischen Staaten stark. Im Jahr 1956 waren nur Ägypten, Syrien, der Libanon, Tunesien und der Sudan Republiken. Alle diese arabischen Staaten vertraten in gewissem Maße eine arabische nationalistische Ideologie. Jordanien und der Irak wurden beide von haschemitischen Monarchien regiert. In Marokko, Libyen, Saudi-Arabien und Nordjemen herrschten unabhängige Dynastien. Algerien, Südjemen, Oman und die Trucial States standen entweder unter französischer Kolonialherrschaft oder britischer Besatzung. 1960 gab es im Irak, in Tunesien, Algerien und Nordjemen republikanische Regierungen oder arabische nationalistische Aufstände. Im Libanon tobte derweil ein Beinahe-Bürgerkrieg zwischen den mit den USA verbündeten Regierungsfraktionen und den mit der Sowjetunion und Ägypten verbündeten arabischen Nationalisten.
Die Datierung des arabischen Konflikts variieren von Quelle zu Quelle. Jordanische Quellen datieren den Beginn des Arabischen Kalten Krieges auf April 1957, während die palästinensischen Quellen den Zeitraum von 1962 bis 1967 als den für sie wichtigsten Zeitraum bezeichnen, allerdings im breiteren arabischen Kontext.

### Konfrontation
Die Bewegung der Freien Offiziere stürzte König Farouk während der ägyptischen Revolution von 1952. Unter der Führung von Mohamed Naguib und Gamal Abdel Nasser setzten die Freien Offiziere ein Programm zur Umgestaltung Ägyptens um, indem sie den Feudalismus abschafften, den britischen Einfluss beendeten und die Monarchie und Aristokratie abschafften. Im Jahr 1953 gründeten sie die Republik Ägypten. Am 26. Juli 1956 verstaatlichte Nasser den Suezkanal, nachdem Großbritannien und die Vereinigten Staaten ihr Angebot, den Bau des Assuan-Staudamms zu finanzieren, als Reaktion auf Ägyptens enge Beziehungen zur Sowjetunion zurückgezogen hatten. Großbritannien und Frankreich schlossen daraufhin einen geheimen Pakt mit Israel, um gemeinsam in Ägypten einzumarschieren und den Suezkanal unter ihre Kontrolle zu bringen, mussten aber in der so genannten Suez-Krise einen Rückzieher machen. Nasser ging aus dem Krieg mit großem Ansehen als „unangefochtener Führer des arabischen Nationalismus“ hervor.
Nasser setzte verschiedene politische Instrumente ein, um seine Sichtbarkeit in der arabischen Welt zu erhöhen. Dazu gehörten Radiosendungen wie „Stimme der Araber“ und der Einsatz politisch aktiver ägyptischer Fachkräfte, häufig Lehrer, welche er überall in die arabische Welt schickte.
Im Juli 1958 wurde das Haschemitische Königreich Irak gestürzt. Der König, der Kronprinz, der Premierminister und die meisten Mitglieder der königlichen Familie wurden von den nationalistischen Revolutionären getötet. Die irakische Monarchie wurde gestürzt und durch eine arabisch-nationalistische Republik ersetzt. Zu dieser Zeit schienen die Kräfte, die Nasser und den Nationalismus unterstützten, an Stärke zu gewinnen, während die älteren arabischen Monarchien in Gefahr zu sein schienen. 1969 wurde auch König Idris im Königreich Libyen von der Bewegung der Freien Offiziere Libyens gestürzt, einer Gruppe aufständischer Offiziere unter der Führung von Oberst Muammar Gaddafi. In Saudi-Arabien unterstützten einige saudische Prinzen (angeführt von Prinz Talal ibn Abd al-Aziz) Nassers Anliegen des arabischen Sozialismus aufgrund seiner Popularität. Das saudische Herrscherhaus war sehr besorgt über diese Entwicklungen. Schon 1958 sollen die Saudis Abdel Hamid al-Sarraj, dem damaligen Chef des syrischen Geheimdienstes und späteren Vizepräsidenten der Vereinigten Arabischen Republik, ein Bestechungsgeld von 1,9 Millionen Pfund für die Ermordung Nassers angeboten haben. 1962 lief ein saudischer Luftwaffenpilot nach Kairo über. In den Jahren 1965 und 1966 gab es Anzeichen von Unruhen und Umsturzversuche, insbesondere in der Ölförderregion Saudi-Arabiens. 1969 deckte die saudische Regierung ein nasseristisches Komplott auf, an dem 28 Armeeoffiziere, 34 Offiziere der Luftwaffe, neun weitere Militärangehörige und 27 Zivilisten beteiligt waren.
Anfang der 1960er Jahre entsandte Nasser eine Expeditionsarmee in den Jemen, um die antimonarchistischen Kräfte im nordjemenitischen Bürgerkrieg zu unterstützen. Die jemenitischen Royalisten wurden von den Monarchien Saudi-Arabiens und Jordaniens unterstützt. Im Dezember 1962 griff die ägyptische Luftwaffe saudische Grenzstädte wie Nadschran an.
Ende der 1960er Jahre hatte Nassers Ansehen durch das politische Scheitern der Union zwischen Ägypten und Syrien, durch militärische Rückschläge im Jemen, wo der Bürgerkrieg trotz seines Einsatzes von Tausenden von Truppen zum Sturz der Monarchisten zum Stillstand kam, abgenommen. Entscheidend zur Schwächung der Legitimität der arabischen Sozialismus trug auch die Niederlage gegen Israel bei, wo Ägypten im Sechstagekrieg 10.000 bis 15.000 Soldaten und die Kontrolle über die die Sinai-Halbinsel verloren hatte. Ende 1967 unterzeichneten der ägyptische Präsident Nasser und der saudische Außenminister Prinz Faisal einen Vertrag. Dem Vertrag nach ließ Nasser die 20.000 ägyptischen Soldaten aus dem Jemen abziehen, Faisal keine Waffen mehr an die jemenitischen Royalisten liefern und drei neutrale arabische Staaten entsendeten Beobachter.

### Islamische Erweckungsbewegung
Obwohl das Königreich Saudi-Arabien eine geringere Bevölkerungszahl als Ägypten hatte, verfügte es über Ölreichtum und Prestige als das Land von Mekka und Medina, den beiden heiligsten Städten des Islam. Im Jahr 1962 sponserte Saudi-Arabien eine internationale islamische Konferenz in Mekka, um den Islam als Gegengewicht zu Nassers arabischem Sozialismus zu fördern. Dies führte zur Gründung der Islamischen Weltliga, die sich der Verbreitung des Islam und der Förderung der islamischen Solidarität widmete. Die Liga förderte erfolgreich den konservativen wahhabitischen Islam und bekämpfte Ideologien wie den arabischen Sozialismus in der muslimischen Welt.
Die islamische Wiedergeburt verstärkte sich in der gesamten arabischen Welt, insbesondere nach dem Sechstagekrieg. Nach Nassers Tod im Jahr 1970 verlagerte sein Nachfolger Anwar Sadat den Schwerpunkt auf Religion und wirtschaftliche Liberalisierung, weg vom arabischen Nationalismus und Sozialismus. Ägyptens militärischer Slogan „Land, See und Luft“ wurde durch den islamischen Schlachtruf „Allahu Akbar“ ersetzt. Obwohl der Jom-Kippur-Krieg im Oktober 1973 von Ägypten und Syrien angezettelt wurde, um das 1967 von Israel eroberte Land zurückzuerobern, waren nach Ansicht des französischen Politikwissenschaftlers Gilles Kepel die „wahren Sieger“ des Krieges die arabischen „Erdöl exportierenden Länder“. Ihr Embargo gegen die westlichen Verbündeten Israels zwang die USA, Druck auf Israel auszuüben, damit es seine Gegenoffensive einschränkt. Der politische Erfolg des Embargos steigerte das Prestige derjenigen, die es verhängten. Darüber hinaus führte die Verringerung des weltweiten Ölangebots zu einem Anstieg des Ölpreises von 3 US-Dollar auf fast 12 US-Dollar pro Barrel und zu einer Erhöhung der Einnahmen der Erdölexporteure. Dadurch erlangten die arabischen Erdöl exportierenden Staaten eine beherrschende Stellung innerhalb der muslimischen Welt, mit Saudi-Arabien als dominantem Produzenten.
In Ägypten wurde der von Saudi-Arabien unterstützten und von der ägyptischen Regierung unterdrückten Muslimbruderschaft die Herausgabe einer Monatszeitschrift gestattet, und ihre politischen Gefangenen wurden nach und nach freigelassen. Die Islamisten übernahmen die Kontrolle über die Universitäten und zwangen Linke und panarabische (Anti-Sadat-) Studentenorganisationen in den Untergrund. Ende der 1970er Jahre bezeichnete sich Sadat selbst als „der gläubige Präsident“. Er verbot die meisten Alkoholverkäufe und ordnete an, dass das ägyptische Staatsfernsehen seine Sendungen für den Salat (islamischer Gebetsruf) fünfmal am Tag unterbricht und mehr religiöse Sendungen zeigen soll.

### Ende des Arabischen Kalten Krieges

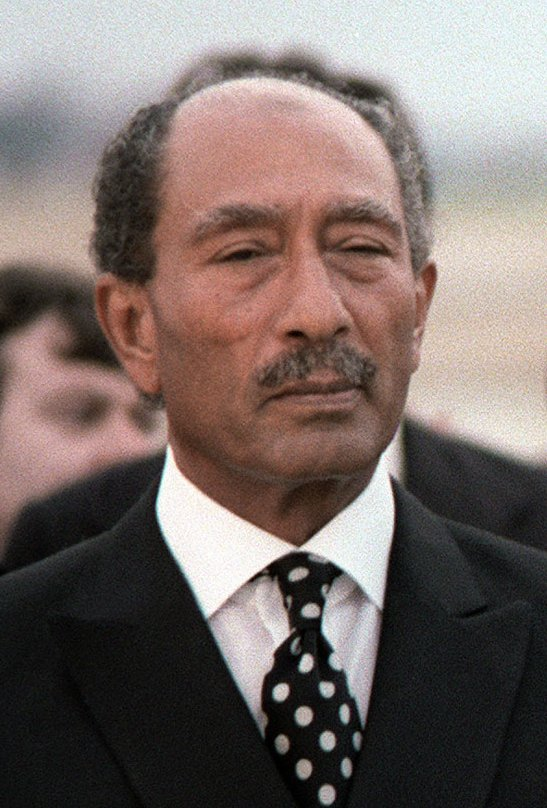
Anwar Sadat

Es wird allgemein angenommen, dass der Arabische Kalte Krieg in den späten 1970er Jahren aufgrund mehrerer Faktoren beendet wurde. Der Erfolg des Staates Israel im Sechstagekrieg von 1967 untergrub die strategische Stärke sowohl Ägyptens als auch Nassers. Die Beendigung des Bürgerkriegs im Nordjemen, die von Nasser und König Faisal von Saudi-Arabien vermittelt wurde, war zwar ein Sieg für die von Ägypten unterstützten jemenitischen Republikaner. Die intensive ägyptisch-saudische Rivalität verblasste jedoch dramatisch, als sich die Aufmerksamkeit auf Ägyptens Bemühungen um die Befreiung seines eigenen, von Israel besetzten Gebiets richtete.
Sadat bemühte sich um eine enge strategische Partnerschaft mit Saudi-Arabien unter König Faisal, die für den Erfolg Ägyptens im ersten Teil des Jom-Kippur-Krieges von 1973 entscheidend war. Aufbauend auf diesen frühen Erfolgen distanzierte sich Sadat vollständig vom Nasserismus, indem er die strategische Allianz Ägyptens mit der Sowjetunion beendete und sich stattdessen mit den Vereinigten Staaten verbündete. 1978 handelte er einen Friedensvertrag mit dem Staat Israel aus, der den Abzug aller israelischen Soldaten und Siedler aus dem ägyptischen Staatsgebiet vorsah. Sadats Friedensvertrag brachte nicht nur Nasseristen und andere säkulare arabische Nationalisten gegen ihn auf, sondern erzürnte auch Islamisten, die ihn als Abtrünnigen anprangerten. Dies führte schließlich zu seiner Ermordung durch die Gruppe Ägyptischer Islamischer Dschihad im Jahr 1981. Ägypten wurde aus der Arabischen Liga ausgeschlossen, was das Land in der arabischen Welt isolierte. In der Zwischenzeit gewann der Islamismus an Popularität, was in der iranischen islamischen Revolution von 1979 gipfelte. Diese etablierte den schiitischen Iran als regionale Macht, die sich dem Sturz der überwiegend sunnitischen Regierungen der arabischen Staaten, sowohl der republikanischen als auch der monarchischen, verschrieben hatte. Nach dem Ausbruch des iranisch-irakischen Krieges Anfang der 1980er Jahre schloss sich Ägypten, das noch immer von der Arabischen Liga suspendiert war, Saudi-Arabien an und unterstützte den sunnitisch geführten Irak gegen den schiitischen Iran. Gleichzeitig wurde der sunnitisch-schiitische Konflikt in anderen Teilen der Region, z. B. im Libanon, zu einem neuen Stellvertreterkonflikt zwischen den Regionalmächten der beiden großen muslimischen Konfessionen.